# NGC 5758
إن جي سي 5758 (بالألمانية: NGC 5758) التي يرمز لها بالرمز NGC 5758، هي مجرة، في كوكبة العواء.

## الاكتشاف
اكتشفت في 6 يونيو 1886، بواسطة لويس سويفت.

## روابط خارجية
- NGC 5758 على موقع ويكي سكاي: DSS2, SDSS, GALEX, IRAS, Hydrogen α, X-Ray, Astrophoto, Sky Map, Articles and images